# Robert Olsen
Robert Olsen (født 7. april 1960) er en dansk socialarbejder og foredragsholder, der i 18 år var forstander for Mændenes Hjem i Istedgade på Vesterbro i København, og siden 1. november 2011 er forstander for Kofoeds Skole. Herudover har han i perioder været konstitueret forstander for andre botilbud til hjemløse, blandt andet KFUMs kollegium på Amager og Gaderummet på Nørrebro.
Som bestyrelsesformand for Hus Forbi var han med til at mangedoble oplaget af avisen fra 10.000 eksemplarer, der udkom 4 gange årligt til et oplag på omkring 60.000 eksemplarer og 12 numre pr. år. I 2009 var Robert Olsen med til at rekonstruere avisen.
Fra d. 23. marts 2012 har han været formand for Socialpolitisk Forening. En forening som blev oprettet i 1898 for at fremme social retfærdig og debat om sociale spørgsmål i samfundet.
Robert Olsen har deltaget i mange udvalg i forskellige ministerier f.eks. narkotikarådet, Kokainekspert udvalget, Alkoholpolitisk kontaktudvalg. og i Københavns kommune f.eks. hjemløsestrategien, strukturreform, stofindtagelsesrum.
Robert Olsen er medforfatter til "Mens baggårdskattene forsvandt
- historier fra Mændenes Hjem og Vesterbro" af Merete Rostrup Fleischer & Robert Olsen